# Markus Burger (Handballtrainer)
Markus Burger (* 22. Juni 1964 in Bregenz) ist ein aus Österreich stammender Handballtrainer.
Sein Sohn Sebastian Burger ist als Handballspieler beim UHC Hollabrunn aktiv.

## Karriere
Burger begann bei Bregenz Handball als Trainer im Jugendbereich. Während seiner Zeit als Co-Trainer bei den Bregenzern erwarb er die A-Trainerlizenz. 2008 nahm er seine erste Anstellung als Haupttrainer beim TSV St. Otmar St. Gallen an. In seiner ersten Saison bei den Schweizern erreichte er mit der Mannschaft das Halbfinale des EHF-Cups. Während seiner Tätigkeit bei den Gallusstädtern wurde er von der österreichischen Männer-Handballnationalmannschaft für die Europameisterschaft 2010 als Co-Trainer eingesetzt. Nach der Saison 2009/10 unterschrieb Burger einen Vertrag bei Alpla HC Hard und war damit wieder in der Handball Liga Austria aktiv. Mit den Vorarlbergern wurde er 2011/12, 2012/13, 2013/14 und 2014/15 Österreichischer Staatsmeister sowie 2013/14 Sieger des ÖHB-Cups. Er ist der zweite Trainer nach Frank Bergemann, der die Harder zu einem Meistertitel in der HLA führte, und der erste, der mit ihnen das Double gewann. Des Weiteren wurde der Bregenzer nach der Saison 2012/13 von der HLA als „Trainer des Jahres“ ausgezeichnet. Nach der Saison 2015/16 beendete Burger seine Anstellung in Hard.
2017 wurde der Bregenzer von HB Esch verpflichtet. Im Februar 2018 wurde der Vertrag einvernehmlich aufgelöst. Im März 2019 übernahm Burger das Amt als Cheftrainer bei Bregenz Handball von Jörg Lützelberger, nachdem dieser mit der Mannschaft, in der Bonusrunde der Spusu Liga, nur eines aus fünf Spielen gewinnen konnte. Nachdem Burger das Team 2021/22 zum Cupsieg geführt hatte, endete der Vertrag in Bregenz. Für die Saison 2023/24 übernahm er erneut das Traineramt des Schweizer Erstligisten TSV St. Otmar St. Gallen.

## Erfolge
- Alpla HC Hard
  - 4 × Österreichischer Meister 2011/12, 2012/13, 2013/14, 2014/15
  - 1 × österreichischer Pokalsieger 2013/14
  - 1 × HLA „Trainer des Jahres“ 2012/13
- Bregenz Handball
  - 1 × österreichischer Pokalsieger 2021/22